# زهنغ تشن
زهنغ تشن (بالصينية: 郑晨) هو منافس ألعاب قوى صيني، ولد في 4 يناير 1965.

## وصلات خارجية
- زهنغ تشن على موقع الاتحاد الدولي لألعاب القوى (الإنجليزية)
- زهنغ تشن على موقع أوليمبيديا (الإنجليزية)